# Teen Darwaza

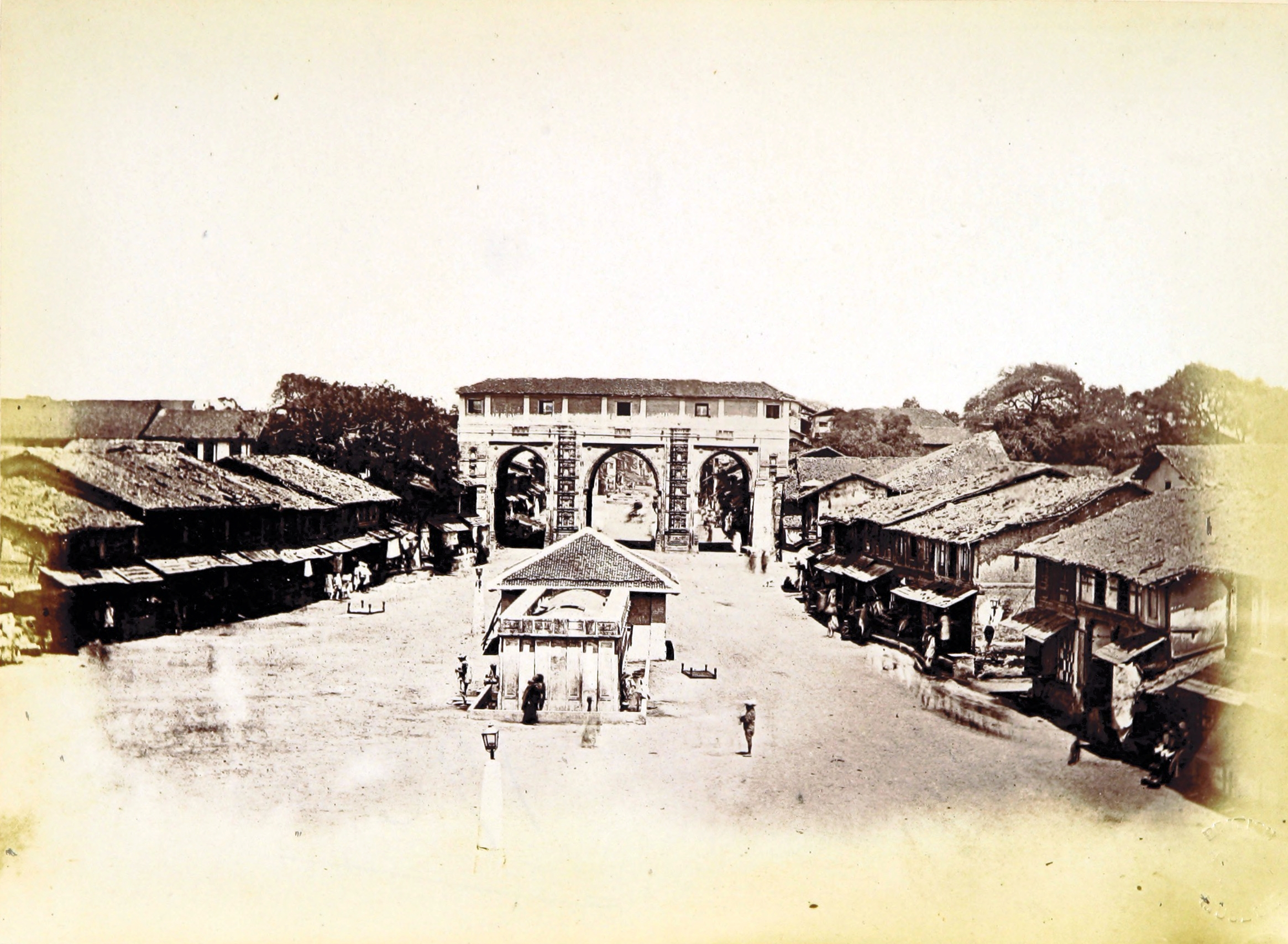
Teen Darwaza (1866)

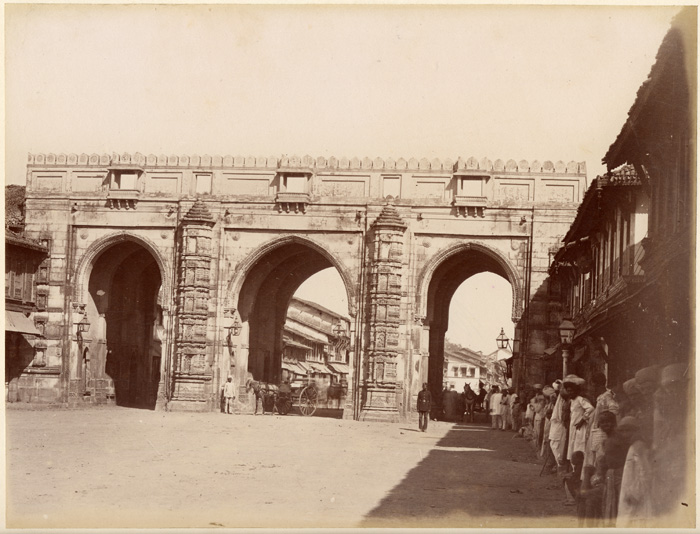
Teen Darwaza (um 1885)

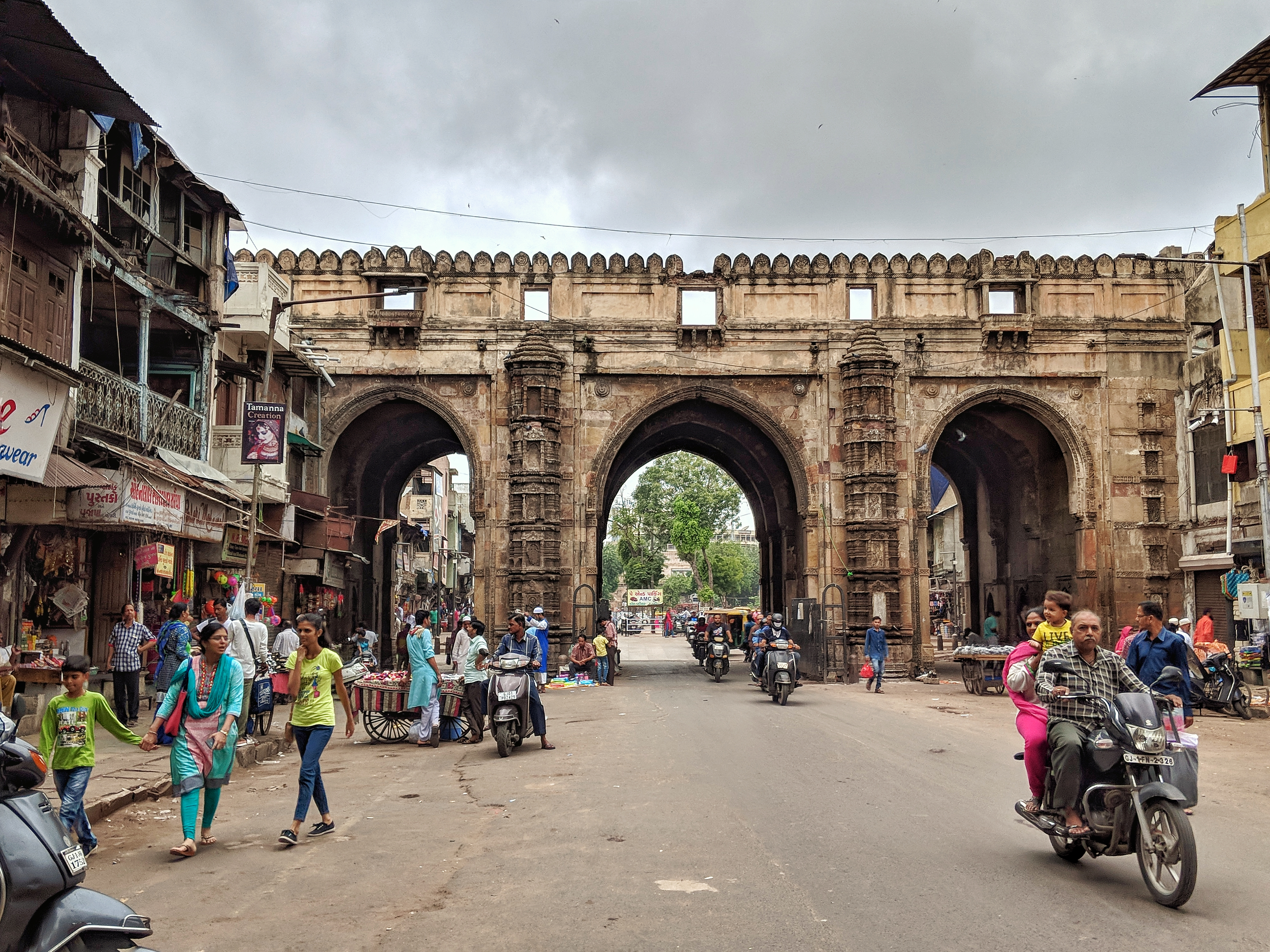
Teen Darwaza (2018)

Das Teen Darwaza (Gujarati: ત્રણ દરવાજા = „Dreitor“; englisch Tripolia Gate) ist ein dreibogiger Torbau beim Bhadra Fort in der Großstadt Ahmedabad im indischen Bundesstaat Gujarat. Es ist eines von mehreren Toren der islamischen Architektur mit einem eindeutig erkennbaren antik-europäischen Triumphbogenschema, aber das erste in Indien. Zusammen mit anderen historischen Bauten der Stadt gehört es zum UNESCO-Weltkulturerbe.

## Geschichte
Das Teen Darwaza wurde wenige Jahre nach der Unabhängigkeit des im Jahr 1407 gegründeten und bis dahin vom Sultanat von Delhi abhängigen Sultanats von Gujarat erbaut. Auftraggeber war Sultan Ahmed Shah I. (reg. 1411–1442), der Gründer der Stadt Ahmedabad (1411). Die Fertigstellung erfolgte im Jahr 1415.

## Architektur
Das Teen Darwaza ist ein insgesamt ca. 23,70 m breiter dreibogiger Torbau mit drei gleichhohen aber unterschiedlich breiten Durchgängen, der seitlich in die Umfassungsmauer des Bhadra Forts eingebunden ist; es führte in einen Vorhof der Festungsanlage. Der mittlere Durchgang hat eine Breite von ca. 5,15 m, die beiden seitlichen Öffnungen sind jeweils nur ca. 3,95 m breit; die Höhe aller drei Bögen beträgt ca. 8,25 m. Auf dem Tor befindet sich ein Wehrgang mit jeweils drei balkonartigen und zwei fensterartigen Öffnungen in den zinnenbewehrten Brüstungsmauern.
Die beiden mittleren Torpfeiler sind mit dekorativen, aber figuren- und bildlosen Verstärkungen in Hindu-Manier geschmückt, wie sie – deutlich reicher – auch an der örtlichen Freitagsmoschee vorkommen. Die seitlichen Pfeiler tragen nur ein zurückhaltendes Blendnischendekor.